# Luca Dirisio
Luca Dirisio (né le 18 juin 1978 à Vasto, dans la province de Chieti, dans les Abruzzes) est un chanteur italien.

## Sa carrière
Sa première chanson à succès a été Calma e sangue freddo (2004). Elle lui a fait gagner le prix du meilleur artiste révélation du public à la célèbre émission italienne Festivalbar. Il a ensuite sorti son premier album Luca Dirisio, ainsi qu'une version espagnole de son premier tube Calma y sangre fría.
En 2006, il a participé au Festival de la chanson italienne de Sanremo pour la catégorie Hommes avec la chanson Sparirò. Il a également sorti son nouveau single La ricetta del campione. En novembre 2006, il interprète Se Provi a Volare la version italienne de Breakin'Free de High School Musical.

## Discographie

### Album
- Luca Dirisio (2004)
- La vita è strana (2006)
- 300 all'ora (2008)

### Single
- Calma e sangue freddo
- Il mio amico vende il thè
- Usami
- Per sempre
- Sparirò
- La ricetta del campione
- Se provi a volare
- L'isola degli sfigati
- Magica